# Награды Чеченской Республики Ичкерия
Награды Чеченской Республики Ичкерия — ордена, медали и почётные звания, существовавшие в самопровозглашённой Чеченской Республике Ичкерия. Источниками сведений о них служили указы и распоряжения президента, а также постановления правительства ЧРИ.
Всего известно 7 орденов, 3 медали и 23 почётных звания. Высшей наградой Чеченской Республики Ичкерия считался орден «Честь Нации».
После поражения и упразднения Чеченской Республики Ичкерия некоторые награды ещё вручались правительством ЧРИ в эмиграции.

## Государственные награды

### Ордена
Всего известно 7 орденов Чеченской Республики Ичкерия.
Орден «Честь Нации»

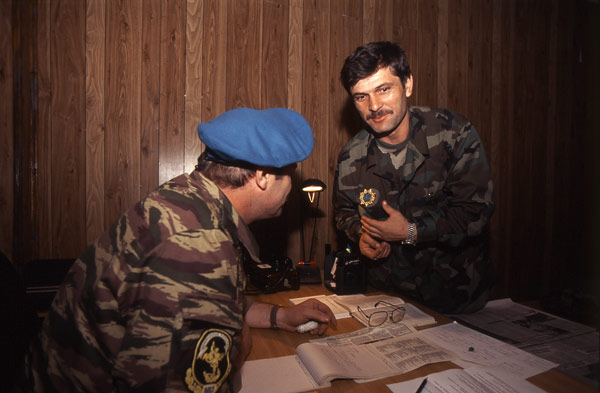
Асланбек Исмаилов демонстрирует свой орден «Честь Нации» Вячеславу Овчинникову

Орден «Честь Нации» (чечен. Орден «Къоман Сий», Orden «Qoman Siy»)
Являлся высшей государственной наградой Чеченской Республики Ичкерия.
Орден «Герой Нации»
Орден «Герой Нации» (чечен. Орден «Къоман Турпал», Orden «Qoman Turpal»)
Являлся государственной наградой Чеченской Республики Ичкерия.
Орден «Защитник Отечества»
Орден «Защитник Отечества» (чечен. Орден «Даймехкан бӏаьхо», Orden «Daymexkan bjäxo»)
Являлся государственной наградой Чеченской Республики Ичкерия.
Орден «Совесть»
Орден «Совесть» (чечен. Орден «Яхь», Orden «Yaẋ»)
Являлся государственной наградой Чеченской Республики Ичкерия.
Орден «Меч Газавата»
Орден «Меч Газавата» (чечен. Орден «Гӏазотан тур», Orden «Ġazotan tur»)
Являлся государственной наградой Чеченской Республики Ичкерия.
Орден Шейха Мансура (Защитник Чести)
Орден Шейха Мансура (Защитник Чести) (чечен. Шейх Мансуран цӏарах орден (Сийлаллий бӏаьхо), Şeyx Mansuran ċarax orden (Siylalliy bjäxo))
Имеет две степени. Чеченское название награды неизвестно. Упоминание о названии ордена есть только в технической документации производителя — каунасского ЗАО «Сувянирас». Партия этих наград была заказана в Литве в середине 90-х годов.
Орден «Рыцарь Чести»
Орден «Рыцарь Чести» (чечен. Орден «Сий долу Къонах», Orden «Siy dolu Qonax»)
Является высшей государственной наградой Чеченской Республики Ичкерия, задуманной для награждения иностранцев, внёсших свой вклад в Чеченскую Республику Ичкерия. Изготовлен этот орден, как и некоторые другие награды ЧРИ, в Польше, в Кракове.

### Медали
Всего известно 3 медали Чеченской Республики Ичкерия.
Медаль «Защитник Свободы»
Медаль «Защитник Свободы» (чечен. Мидал «Маршонан бӏаьхо», Midal «Marşonan bjäxo»)
Является государственной наградой Чеченской Республики Ичкерия и имеет три степени. Данных о награждении этой медалью нет.
Медаль «Защитник города Грозного»
 Медаль «Защитник города Грозного» (чечен. Мидал «Грозный гӏалин бӏаьхо», Midal «Grozniy ġalin bjäxo»)
Является государственной наградой Чеченской Республики Ичкерия. Вручалась отличившимся при обороне чеченской столицы.

### Почётные звания
Всего известно 23 почётных звания Чеченской Республики Ичкерия.
- «Заслуженный машиностроитель ЧРИ»
- «Заслуженный работник нефтяной и газовой промышленности ЧРИ»
- «Заслуженный химик ЧРИ»
- «Заслуженный работник сельского хозяйства ЧРИ»
- «Заслуженный энергетик ЧРИ»
- «Заслуженный работник транспорта ЧРИ»
- «Заслуженный экономист ЧРИ»
- «Заслуженный юрист ЧРИ»
- «Заслуженный работник культуры ЧРИ»
- «Заслуженный артист ЧРИ»
- «Заслуженный работник физкультуры и спорта ЧРИ»
- «Заслуженный работник лесного хозяйства ЧРИ»
- «Заслуженный врач ЧРИ»
- «Заслуженный учитель ЧРИ»
- «Заслуженный связист ЧРИ»
- «Заслуженный архитектор ЧРИ»
- «Заслуженный строитель ЧРИ»
- «Заслуженный изобретатель ЧРИ»
- «Заслуженный художник ЧРИ»
- «Заслуженный деятель искусств ЧРИ»
- «Заслуженный деятель науки ЧРИ»
- «Заслуженный лётчик ЧРИ»
- «Заслуженный штурман ЧРИ»

## Прочие награды

### Медали
Медаль Свободы
 Медаль Свободы (чечен. Маршонан мидал, англ. Medal of Freedom) 
Чеченское название награды неизвестно. Медалью награждаются особо отличившиеся защитники свободы слова и прав человека. Медаль вручается правительством ЧРИ в эмиграции.

### Почётные звания
Почётное звание «Сын Свободы»
Ассамблея политических партий, движений и общественных объединений ЧРИ учредила ежегодное почётное звание «Сын Свободы», присваивалось за выдающиеся успехи в деле строительства свободного Чеченского исламского государства.
Лауреатом 1998 года стал академик медицины Султан Айсханов — основатель и главный врач клиники абдоминальной хирургии и экстремальной медицины в селении Лаха-Невре, вице-президент Академии Наук ЧРИ, профессор, заведующий кафедрой общей хирургии Чеченского государственного медицинского института. Торжественная церемония вручения С. Айсханову диплома и знака лауреата премии «Сын Свободы» состоялась в селении Лаха-Невре.